# WildSnake
 (novembre 2023).
Si vous disposez d'ouvrages ou d'articles de référence ou si vous connaissez des sites web de qualité traitant du thème abordé ici, merci de compléter l'article en donnant les références utiles à sa vérifiabilité et en les liant à la section « Notes et références ».
WildSnake (スーパー・スネーキー, Super Snakey) est un jeu vidéo de type puzzle game développé par Bullet-Proof Software et édité par Spectrum Holobyte, sorti en 1994 sur Super Nintendo et Game Boy. Le jeu existe également à l'état de prototype sur Mega Drive.